# Kvindestemmeretsforeningen
Kvindestemmeretsforeningen, littéralement en français : Association pour le droit de vote des femmes, est une association norvégienne créée en 1885 et dissoute en 1913 à la suite de l'obtention du droit de vote des femmes en Norvège y compris pour les scrutins nationaux.

## Histoire
L'association est fondée à Oslo par un groupe d'une dizaine de femmes parmi lesquelles Gina Krog, Anne Holsen, Anna Rogstad ou encore Ragna Nielsen. Gina Krog en a été la présidente de 1885 à 1897.
Des désaccords apparaissent entre diverses membre de l'association en 1897 et entraîne la création d'une autre association nommée Association nationale pour le droit de vote des femmes (LSKF) présidée par Gina Krog. 
Anne Holsen devient alors la présidente de 1897 jusqu'à sa mort en 1913.